# Zrinka Ljutić
Zrinka Ljutić (Zagabria, 26 gennaio 2004) è una sciatrice alpina croata.

## Biografia
Specialista delle prove tecniche sorella di Tvrtko, a sua volta sciatore alpino, e attiva dal novembre del 2020, la Ljutić ha esordito in Coppa Europa il 12 dicembre dello stesso anno in Valle Aurina/Klausberg in slalom speciale e in Coppa del Mondo il 29 dicembre successivo a Semmering nella medesima specialità, in entrambi i casi senza completare la prova; ha conquistato la prima vittoria in Coppa Europa, nonché primo podio, il 26 gennaio 2021 a Zell am See sempre in slalom speciale.
Ha ottenuto i primi punti in Coppa del Mondo il 9 gennaio 2022, chiudendo al 26º posto lo slalom speciale disputato a Kranjska Gora, e ai XXIV Giochi olimpici invernali di Pechino 2022, suo esordio olimpico, si è classificata 28ª nello slalom gigante e 25ª nello slalom speciale; ai successivi Mondiali juniores di Panorama 2022 ha vinto la medaglia d'oro nello slalom speciale e quella di bronzo nello slalom gigante. Il 29 gennaio 2023 ha conquistato il primo podio in Coppa del Mondo, a Špindlerův Mlýn in slalom speciale (3ª), e ai successivi Mondiali di Courchevel/Méribel 2023, sua prima presenza iridata, si è piazzata 17ª nello slalom gigante e non ha completato lo slalom speciale. Il 29 dicembre 2024 ha conquistato la prima vittoria in Coppa del Mondo nello slalom speciale di Semmering e ai successivi Mondiali di Saalbach-Hinterglemm 2025 è stata 8ª nello slalom gigante e 9ª nello slalom speciale. Al termine della stagione 2024-2025 ha vinto la Coppa del Mondo di slalom speciale con 32 punti di vantaggio su Katharina Liensberger.

## Palmarès

### Mondiali juniores
- 2 medaglie:
  - 1 oro (slalom speciale a Panorama 2022)
  - 1 bronzo (slalom gigante a Panorama 2022)

### Coppa del Mondo
- Miglior piazzamento in classifica generale: 4ª nel 2025
- Vincitrice della Coppa del Mondo di slalom speciale nel 2025
- 9 podi (1 in slalom gigante, 8 in slalom speciale)
  - 3 vittorie (in slalom speciale)
  - 5 secondi posti (1 in slalom gigante, 4 in slalom speciale)
  - 1 terzo posto (in slalom speciale)

#### Coppa del Mondo - vittorie
| Data             | Località      | Paese    | Specialità |
| ---------------- | ------------- | -------- | ---------- |
| 29 dicembre 2024 | Semmering     | Austria  | SL         |
| 5 gennaio 2025   | Kranjska Gora | Slovenia | SL         |
| 30 gennaio 2025  | Courchevel    | Francia  | SL         |

Legenda:

SL = slalom speciale

### Coppa Europa
- Miglior piazzamento in classifica generale: 5ª nel 2021
- 3 podi:
  - 3 vittorie

#### Coppa Europa - vittorie
| Data             | Località    | Paese    | Specialità |
| ---------------- | ----------- | -------- | ---------- |
| 26 gennaio 2021  | Zell am See | Svizzera | SL         |
| 2 febbraio 2021  | Krvavec     | Slovenia | GS         |
| 11 dicembre 2021 | Andalo      | Italia   | GS         |

Legenda:

GS = slalom gigante

SL = slalom speciale

### Campionati croati
- 4 medaglie:
  - 3 ori (slalom gigante, slalom speciale nel 2021; slalom gigante nel 2022)
  - 1 argento (slalom speciale nel 2023)